# نظام الإحداثيات فوق المجرية
النظام الإحداثي فوق المجري (Supergalactic coordinates) هو نظام الإحداثيات السماوية المستخدمة على مقياس مائة مليون سنة ضوئية. يُعرّف خط الاستواء انطلاقًا من المستوى فوق المجري، وتعود أرصاده الأولى إلى القرن الثامن عشر ولكن تم تأكيده فقط في السبعينيات.

## المستوى فوق المجري
المستوى فوق المجري (Supergalactic Plane) هو هيكل رفيع يحتوي على العنقود المجري الهائل المحلي ، و عنقود الهلبة المجري العظيم ، - وعنقود قيطس و الحوت الفائق ، و تركيز شابلي ، و الذي يفصل بين اثنين من الفراغات العملاقة - المحلية الشمالية و الجنوبية ، و هو المرجع لنظام إحداثيات الفوق مجري ويشار الية بالطول L والعرض B و تم تعيين نقطة الصفر من خطوط العرض و الطول للمستوي فوق المجري عند المطلع المستقيم 2h 49m 14s, و الميل. +59° 31' 42",

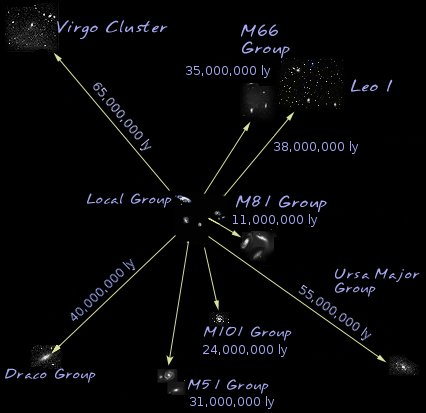
المسافات بيننا (المجموعة المحلية) و بعض تجمعات المجرات حولنا. إلى أعلى اليسار تجمع مجرات العذراء.

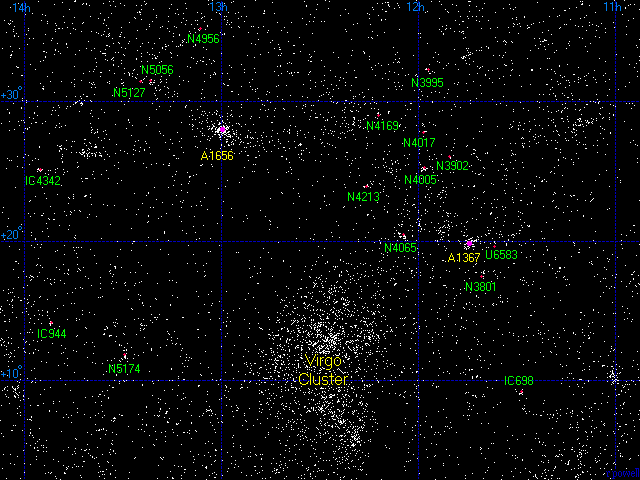
خريطة عنقود الهلبة المجري العظيم.

## الجاذب العظيم و الحشد الفائق

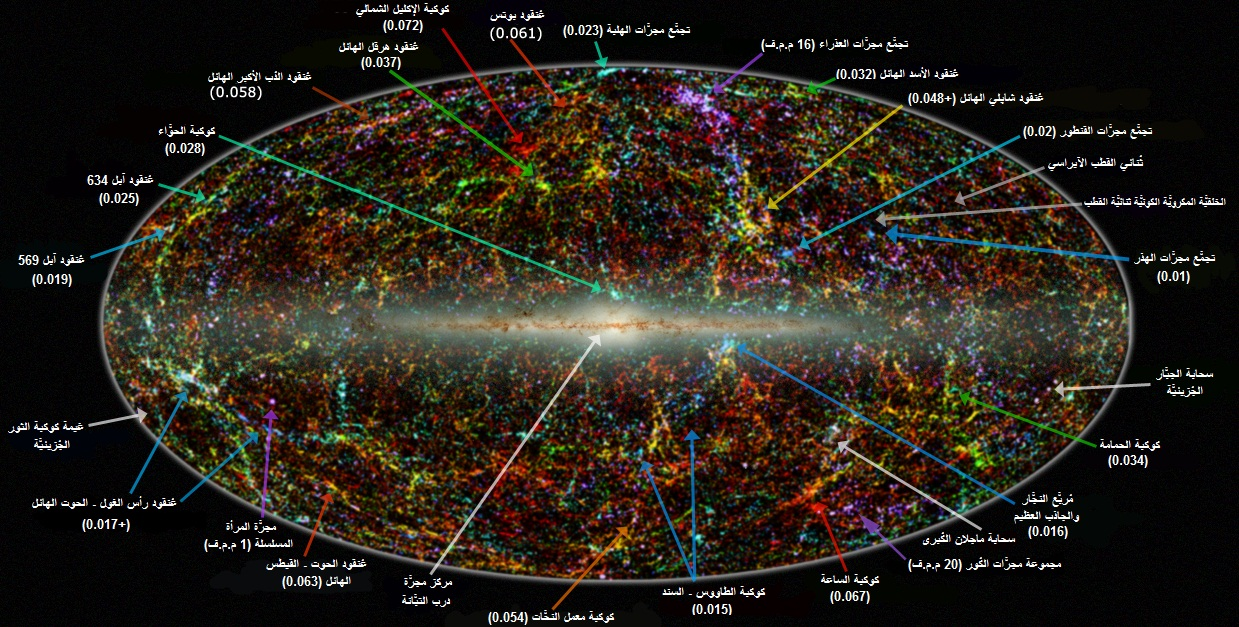
منظر بانوراما لباطن السماء تحت الحمراء موقع الجاذب الأعظم يبدو متعقبا السهم الطويل الأزرق — أسفل اليمين.

إن الجاذب العظيم والحشد الفائق عنصران في سلسلة طويلة من المجرات تعرف باسم المستوي فوق المجرّي Supergalactic Plane. ويظن أن تكوُّن مثل هذه البنية الضخمة يتوقف على طبيعة المادة المظلمة غير المرئية التي تؤلف معظم الكون. هذا ويجب أن يكون وجود سلاسل المجرات أكثر احتمالا في كونٍ تهيمن عليه جسيمات ما يسمى بالمادة المظلمة الحارة (مثل النيوترينوهات الضخمة) من كون تهيمن عليه جسيمات مادة مظلمة باردة (مثل الأكسيونات axions، أو جسيمات افتراضية أخرى). لكن الفلكيين غير قادرين على التمييز بين هذين الاحتمالين إلى أن يقوموا برسم خرائط كاملة لهذه البنى.